# University of London
University of London er et kollegieuniversitet i London, England. Det er et af verdens største universiteter med over 135.000 studenter, det vil sige omkring 5 % af alle studenter i Storbritannien. Der er også flere britiske universiteter, som nu er selvstændige, men som tidligere var en del af University of London.
Universitetet blev grundlagt i 1836. Det bestod da kun af to kollegier, University College London (UCL) og King's College London (KCL), men der er nu over 15. Blandt de mest kendte er London School of Economics (LSE), University College London (UCL), King's College London (KCL), Queen Mary og Royal Holloway (RHUL). Blandt universiteterne, som startede som kollegier under University of London, finder man University of Southampton, som blev selvstændigt i 1952 og Imperial College London, som forlod University of London i 2007.
I 2015 var der omkring 2 millioner alumni fra University of London i hele verden, inklusive mindste 14 monarker eller kongelige, mere end 60 præsidenter eller premierministre i verden (inklusive 5 britiske premierministre), 2 Cabinet Secretaries fra Storbritannien, 98 nobelprismodtagere, 5 Fields Medal-modtagere, 4 Turing-prismodtagere, 6 Grammy-vindere, 2 Oscar-vindere, 3 OL guldmedaljevindere og "nationsfadere" fra adskillige lande. Universitetet ejer University of London Press.